# Олимський
Олимський (рос. Олымский) — робітниче селище в Касторенському районі Курської області Російської Федерації.
Населення становить 2256 осіб. Входить до складу муніципального утворення посёлок Олымский.

## Історія
Населений пункт розташований на території українського етнічного та культурного краю Східна Слобожанщина.
Від 2004 року входить до складу муніципального утворення посёлок Олымский.

## Населення
| 1970  | 1979  | 1989  | 2002  | 2009  | 2010  | 2012  |
| ----- | ----- | ----- | ----- | ----- | ----- | ----- |
| 6621  | ↗6911 | ↘6373 | ↘3201 | ↘2784 | ↘2618 | ↘2502 |
| 2013  | 2014  | 2015  | 2016  | 2017  | 2018  | 2019  |
| ↘2432 | ↘2348 | ↘2277 | ↘2265 | ↘2229 | ↘2193 | ↘2150 |
| 2020  | 2021  |       |       |       |       |       |
| ↗2158 | ↗2256 |       |       |       |       |       |